# Shepherd's Bush (metrostation)
Shepherd's Bush is een station van de metro van Londen aan de Central Line dat in 1900 is geopend. Het moet niet worden verward met Shepherd's Bush Market aan de Hammersmith & City Line en de Circle Line.

## Geschiedenis
Het station werd geopend op 30 juli 1900 en was toen het westelijke eindpunt van het initiële deel van de Central London Railway (CLR), de latere Central Line. Het oorspronkelijke gelijkvloerse stationsgebouw was een met terracotta beklede stationshal met een ingang aan de Uxbridge Road tegenover Shepherd's Bush Green. Zoals alle CLR-stations werd het stationsgebouw ontworpen door Harry Bell Measures.
Ten noorden van het station bevonden zich de elektriciteitscentrale van de CLR en het depot van Wood Lane. Aanvankelijk lagen aan beide uiteinden van het eilandperron kruiswissels zodat de locomotieven van de metro konden omlopen via het andere spoor. De noordelijke tunnelbuis liep ten westen van het station dood, terwijl de zuidelijke tunnelbuis ten westen van het station afboog en via een tunnel onder Caxton Road was verbonden met het depot. Zoals voor de Eerste Wereldoorlog gebruikelijk werden er liften geplaatst om de reizigers tussen de stationshal en de perrons te vervoeren. 
In 1908 zouden zowel de Franco-British Exhibition (White City) als de Olympische Zomerspelen worden gehouden in Londen wat aanleiding was om bij het depot een perron te bouwen voor de bezoekers van deze evenementen. Voor de vlotte afwikkeling van het metroverkeer werd onder Wood Lane een tweede enkelsporige tunnel gebouwd die gekoppeld werd aan de noordelijke tunnelbuis ten westen van het station. De lus werd samen met de perrons bij Wood Lane geopend op 14 mei 1908 en door de inpassing was er sprake van rechtsrijden in plaats van links. 
In 1913 verkreeg de Central London Railway, de latere Central Line, parlementaire goedkeuring voor een verlenging naar Richmond. Deze zou door een geboorde tunnel langs Turnham Green lopen. Het plan werd echter vertraagd door de Eerste Wereldoorlog en in 1920 werd als alternatief een bovengrondse route over de verbindingsboog bij Hammersmith voorgesteld maar dit werd evenmin uitgevoerd. Als onderdeel van het New Works Programme van London Transport in 1935 – 1940,  werden roltrappen geïnstalleerd ter vervanging van de oorspronkelijke liften en in 1938 werden, net als bij de andere stations van de Central Line, de perrons verlengd om ze geschikt te maken voor achtbaks metrostellen. Hiervoor werd de ruimte gebruikt van de oostelijke kruiswissel en is het daar mogelijk om op beide perrons te komen.
Het station was van 2 februari 2008 tot oktober 2008 gesloten wegens de vervanging van de 80 jaar oude roltrappen en uitbreiding van de stationshal.

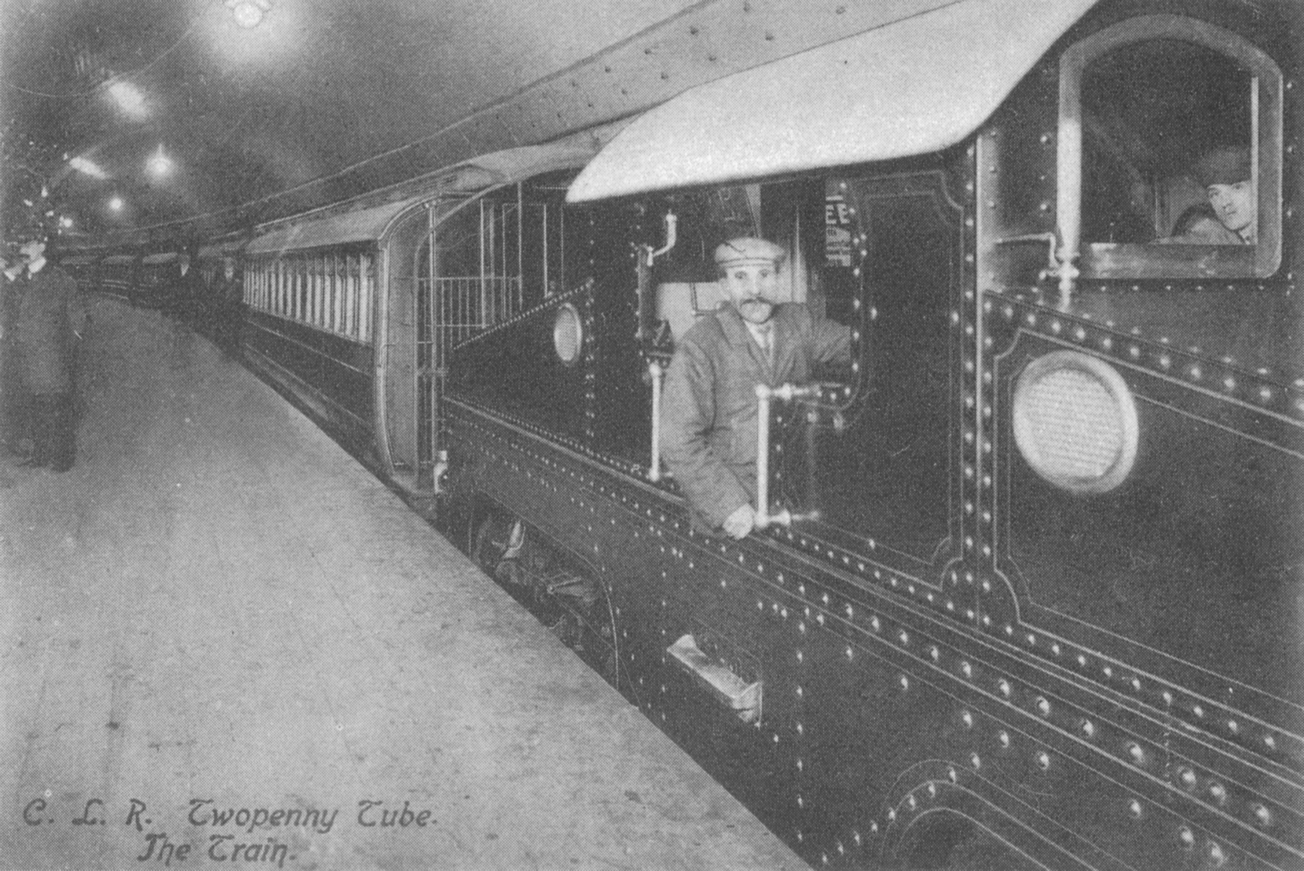
Een getrokken metro met elektrische locomotief in Shepherd's Bush.
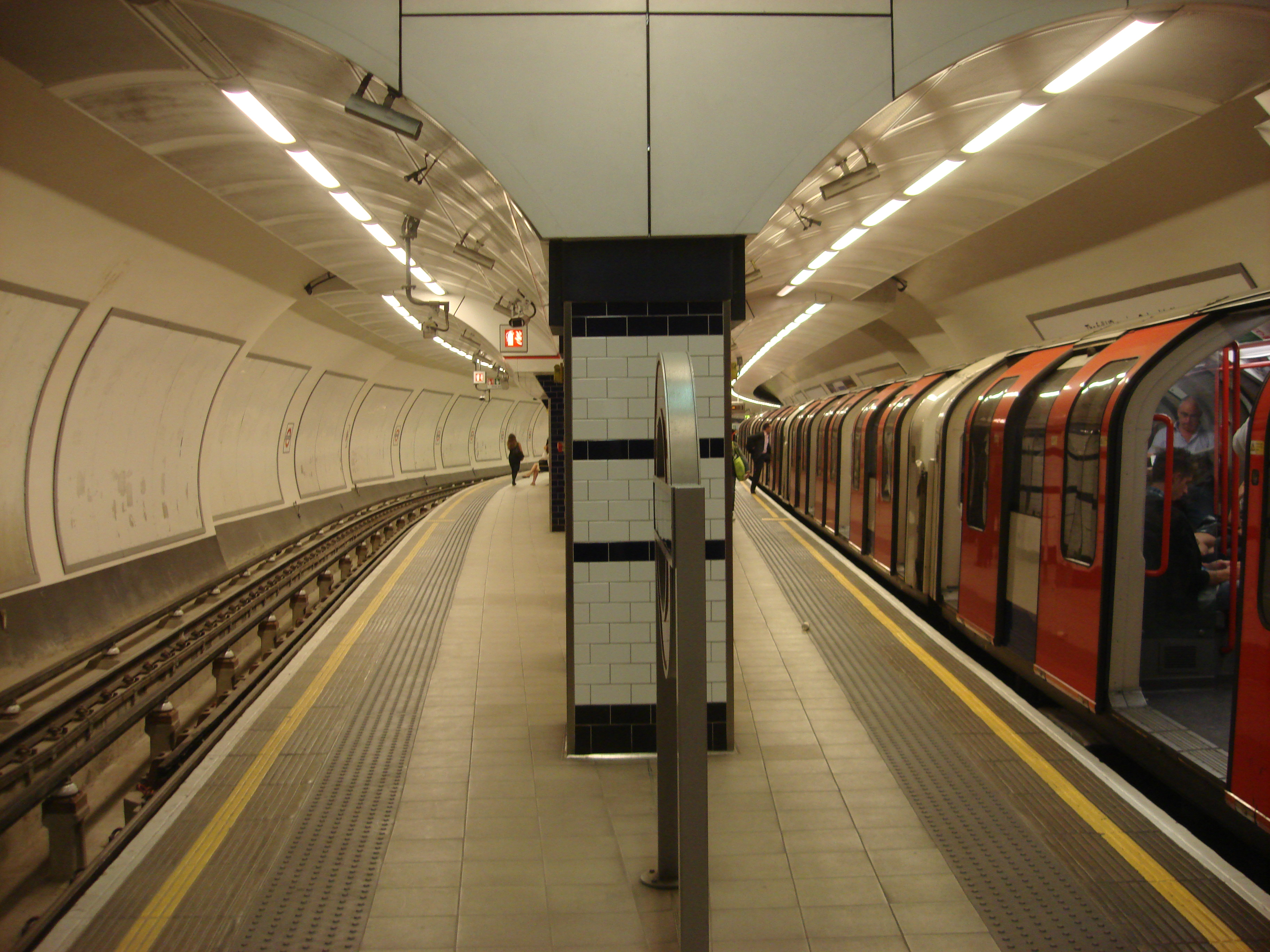
Het oostelijke uiteinde van het perron.
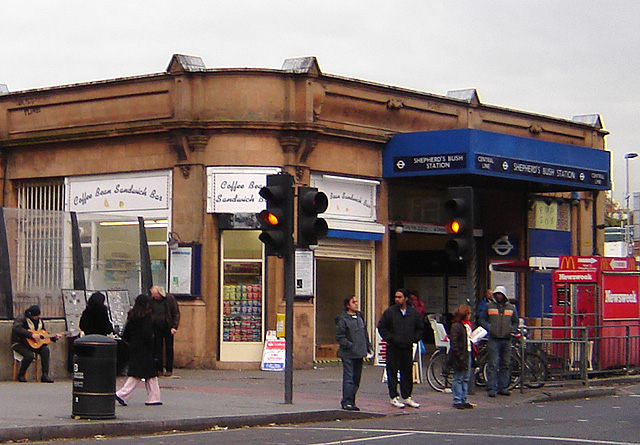
Het station van Measures in 2005.

## Ligging en inrichting
Het station ligt op de hoek van Uxbridge Road en Ariel Way aan de Central Line. Het eerste stationsgebouw werd, tegelijk met het initiële deel van de lijn, geopend als westelijk eindpunt. 
In de loop der tijd hebben meerdere stations in de buurt de naam Shepherd's Bush gedragen, zoals  Shepherd's Bush Market tot 2008. Sindsdien draagt het toen geopende Overgroundstation aan de overkant van Arielway ook de naam Shepherd's Bush. 
In 2005 werd begonnen met een grootschalige herinrichting van het gebied ten noorden van Shepherd's Bush Green, waaronder de bouw van het Westfield Shopping Center. Als aanvullende prestatie voor de bouwvergunning werd het bovengrondse deel van het metrostation door Westfiels vervangen door nieuwbouw. Daarnaast werd een geïntegreerd busknooppunt en het nieuwe Overgroundstation aan de West London Line gebouwd dat op 28 september 2008 werd geopend. Dit ligt dicht bij de plaats van het voormalige station Uxbridge Road dat in 1940 werd gesloten.
Transport for London sloot het station vanaf 4 februari 2008 gedurende acht maanden volledig met als argument dat het noodzakelijk was om de roltrappen te vervangen tijdens de herbouw van het station. Deze beslissing veroorzaakte opschudding in de buurt rond het station aangezien critici beweerden dat de werkzaamheden zo ingeroosterd waren dat de bedrijven die betrokken waren bij het project voordeel zouden behalen ten koste van de plaatselijke bevolking en kleine ondernemers. De afgevaardigde van het kiesdistrict Shepherd's Bush, Andy Slaughter, onderzocht het project en verkreeg op grond van een wob-verzoek documenten waaruit bleek dat de aannemer, Metronet, had geadviseerd dat het werk kon worden voltooid zonder het station te sluiten. Het metrostation van Shepherd's Bush ging op 5 oktober 2008 weer open voor reizigers. De liften die waren ingepland zijn niet geplaatst in verband met de installatiekosten van £ 100 miljoen en de verschillende ondergrondse nutsvoorzieningen in de buurt die zouden moeten worden omgeleid. De London Borough of Hammersmith en Fulham en actiegroepen voor gehandicapten hebben hun ontevredenheid kenbaar gemaakt over het feit dat het station niet rolstoeltoegankelijk is. 
Ondergronds komt de roltrapgroep uit op een tussenverdieping haaks op de sporen en perrons een verdieping lager. De perrons op 16 meter diepte zijn met vaste trappen verbonden met de tussenverdieping. 